# لشکر ۷۶ هوابرد گارد
لشکر ۷۶ هوابرد گارد (انگلیسی: 76th Guards Air Assault Division) لشکری از نیروی هوابرد روسیه است که ستاد فرماندهی آن در شهر پسکوف قرار دارد. این لشکر ریشه در لشکر ۷۶ تفنگداران گارد دارد که در مارس ۱۹۴۳ از لشکر ۱۵۷ تفنگداران برای عملیات آن لشکر در طول نبرد استالینگراد تشکیل شد. این لشکر در نبرد کورسک، نبرد دنیپر، عملیات باگراتیون، حمله پومرانی شرقی و نبرد برلین جنگید. پس از جنگ، به یک لشکر هوابرد تبدیل شد.
لشکر ۷۶ هوابرد گارد در سال ۱۹۴۷ به پسکوف، پایگاه فعلی خود، نقل مکان کرد. این لشکر در ژانویه سیاه و رویدادهای ژانویه در لیتوانی درگیر بود. پس از فروپاشی اتحاد جماهیر شوروی، این لشکر بخشی از نیروهای هوابرد روسیه شد. این لشکر در جنگ اول چچن، جنگ دوم چچن، جنگ روسیه و گرجستان و سپس حمله روسیه به اوکراین در سال ۲۰۲۲، از جمله کشتار بوچا، جنگید. این لشکر در سال ۲۰۰۶ به لشکر یورش هوایی تبدیل شد.